# غزنرة كبيرة الكأس
غزنرة كبيرة الكأس (الاسم العلمي:Gesneria calycosa) هي نوع من النباتات تتبع جنس الغزنرة من الفصيلة الغزنرية.